# Kartica teksta
Kartica teksta ili kraće samo kartica je mjerna jedinica za izračunavanje količine teksta u dokumentu. 
Jedna kartica predstavlja minimalno 1500 mjesta do maksimalno 1800 mjesta u dokumentu, u koja se računaju svi slovni i brojčani znakovi, svi simboli, znakovi interpunkcije te razmaci (prazna mjesta unutar teksta).
Ova mjerna jedinca koristi se najčešće u novinarstvu i prevodilaštvu za obračun napravljenog rada. Nastala je u vrijeme kada su se dokumenti pisali na mehaničkim pisaćim strojevima, te je predstavljala standardno popunjenu stranicu A4 papira, kada se graničnicima postavljalo da jedan red sadrži 60 mjesta za znakove, a prored se postavljao na 30 redaka na stranici, što je ukupno 1800 mjesta za znakove (30 redaka x 60 mjesta). 